# Блатна (притока Студеного потоку)
Блатна (словац. Blatná) — річка у Словаччині, права притока Студеного потоку, протікає в окрузі Тврдошін.
Довжина приблизно 8,0—8,5 км. Витік лежить у масиві Підтатранський жолоб (геоморфологічна підодиниця Зуберський жолоб — схил гори Скорушина) — на висоті близько 935 метрів. Протікає територією села Габовка.
Впадає в Студений потік на висоті приблизно 705—710 метрів.